# Ku Tang
Ku Tang oder Kutang ist ein früher in China als Spielzeug verwendetes Blasidiophon.
Das auch „Glastrommel“ genannte Effektinstrument besteht ähnlich einer Karaffe aus einer Glaskugel mit einem Mundröhrchen. Zum Musizieren nimmt der Spieler den Hals des Instruments in den Mund und erzeugt durch Ein- und Ausatmen einen knatternden Ton. Dieser entsteht dadurch, dass der sehr dünne Boden in Schwingungen versetzt wird. Das Instrument war in der Provinz Shandong beliebt.